# جيما أوكونور
جيما أوكونور (بالإنجليزية: Gemma O'Connor)‏ هي مرممة ‏ وكاتِبة أيرلندية، ولدت في 1940 في دبلن في جمهورية أيرلندا.